# 吉伦博伊伦
吉伦博伊伦是德国莱茵兰-普法尔茨州的一个市镇。总面积4.70平方公里，总人口233人，其中男性113人，女性120人（2011年12月31日），人口密度50人/平方公里。